# Guayaquil
Guayaquil, teljes nevén Santiago de Guayaquil, Ecuador legnépesebb városa és fő tengeri kikötője. Guayaquil egyúttal Guayas tartomány és azon belül Guayaquil megye székhelye is. Lakosainak száma a 2010-es népszámlálás alapján 2 278 691.

## Fekvése
Guayaquil a fővárostól, Quitótól 260 km-re délnyugatra a Csendes-óceán mellett a Guyaquili-öbölbe torkolló Guayas-folyó nyugati partján fekszik.

## Története

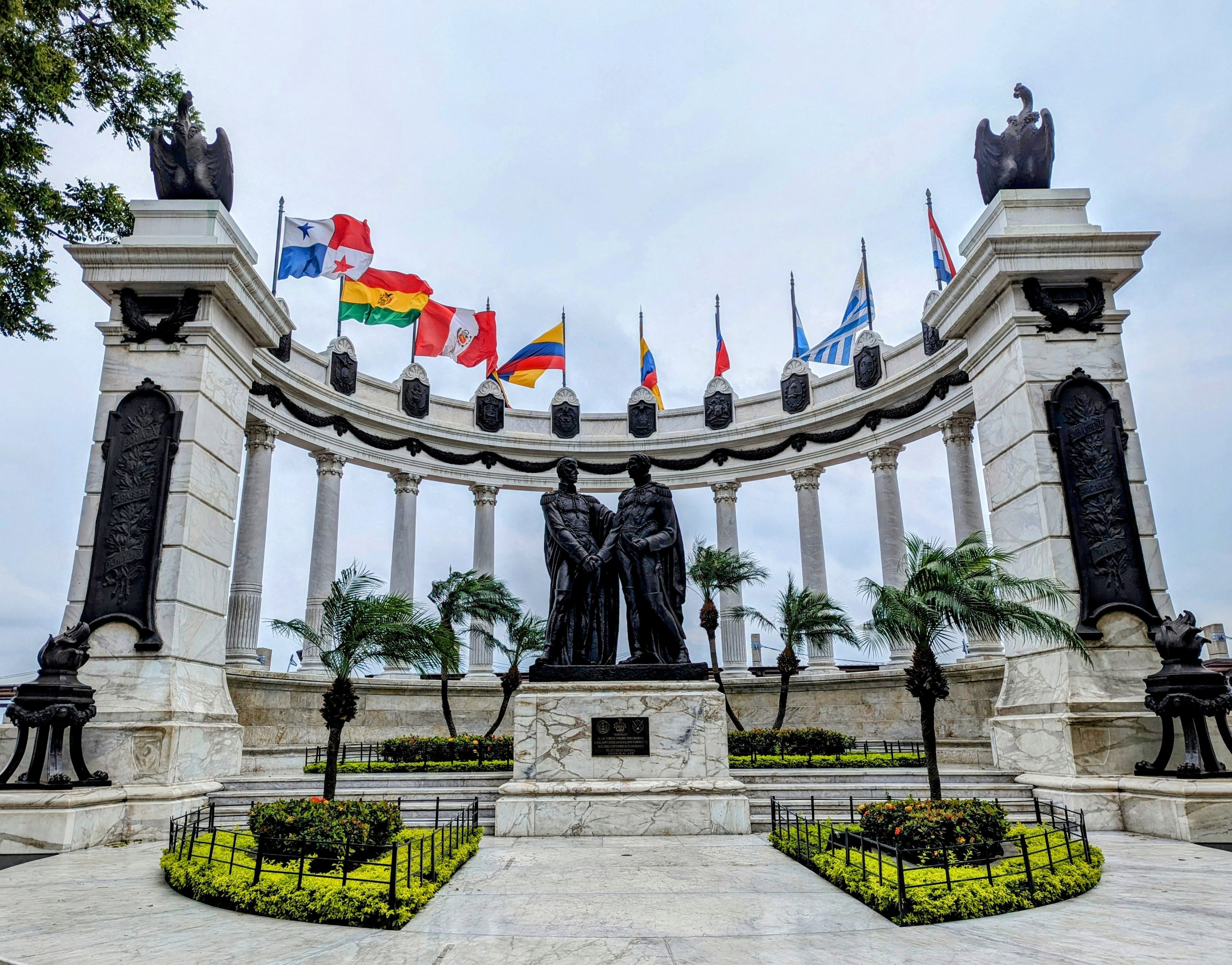
A La Rotonda Bolívar

A város helyén eredetileg bennszülött település állt. Guayaquil városát 1538. július 25-én alapította a spanyol konkvisztádor Francisco de Orellana Muy Noble y Muy Leal Ciudad de Santiago de Guayaquil néven. Ez a mai elfogadott hivatalos dátum, a város alapításának ünnepe. A történészek között azonban nincs egyetértés az alapítás dátumát illetően, hiszen a várost többször is megalapították. A másik lehetséges alapító Diego de Almagro volt. A város népessége 1600-ban 2.000, 1700-ban mintegy 10.000 volt.

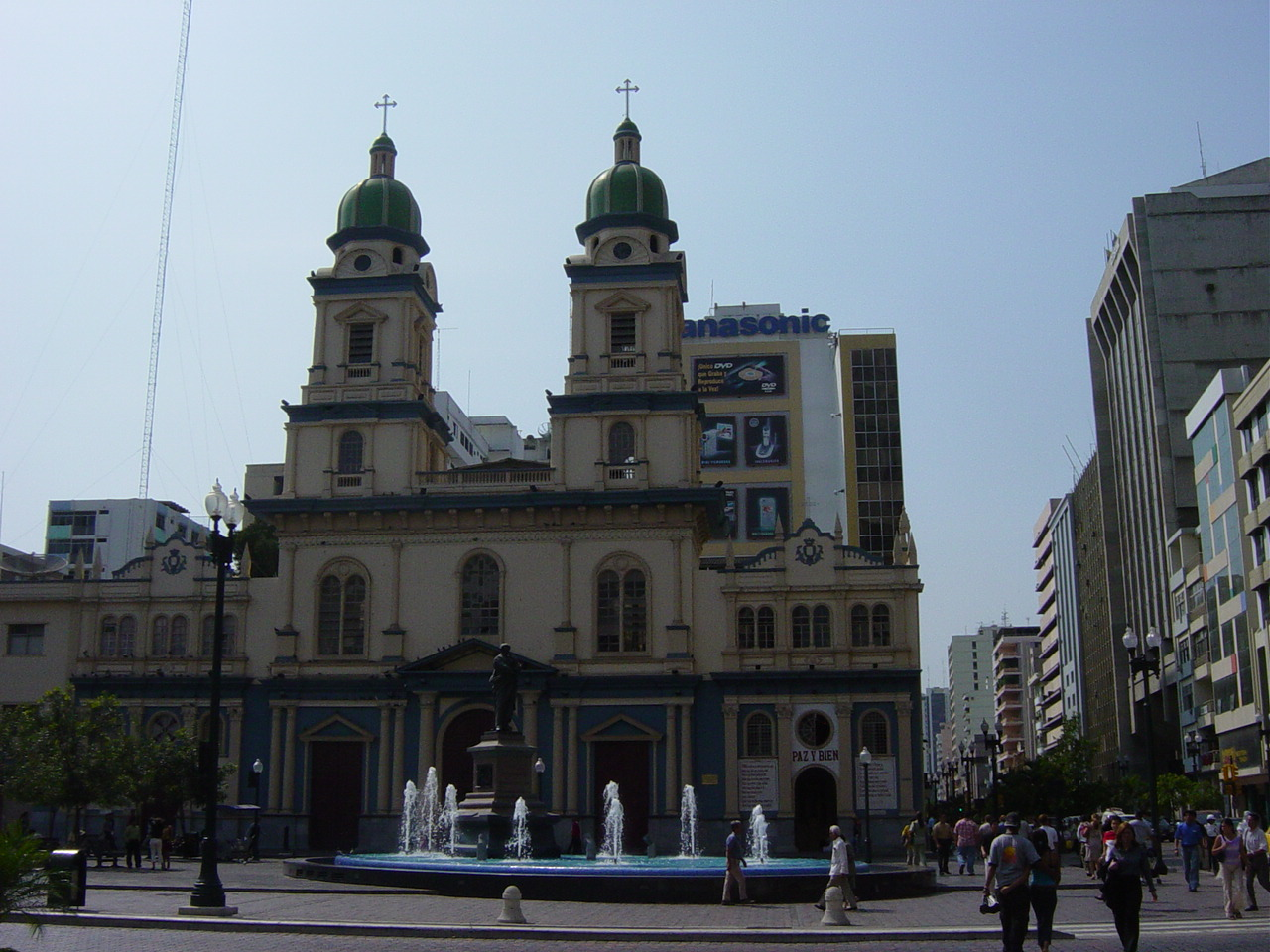
A San Francisco templom a belvárosban

1687-ben Guayaquilt angol és francia kalózok támadták meg és rabolták ki. A véres harc során a több mint 260 kalózból 35 halott és 46 sebesült volt, a védők közül 75 halott és több mint 100 sebesült volt. 1709-ben 110 angol és francia kalóz támadta meg a várost, azonban a kitört sárgaláz idő előtti távozásra kényszerítette őket.
1820. október 9-én a városban állomásozó katonaság által is támogatott polgárok egy csoportja szinte véráldozat nélkül leverte a királyi gárda ellenállását és letartóztatta a spanyol hatóságok képviselőit. Guayaquil kikiáltotta függetlenségét Spanyolországtól. 1822. július 26-án José de San Martín és Simón Bolívar Guayaquilban tartotta azt híres tanácskozást, melyen felvázolták a független Dél-Amerika tervét.
A várost 1896-ban hatalmas tűzvész pusztította, melyben nagy része leégett.

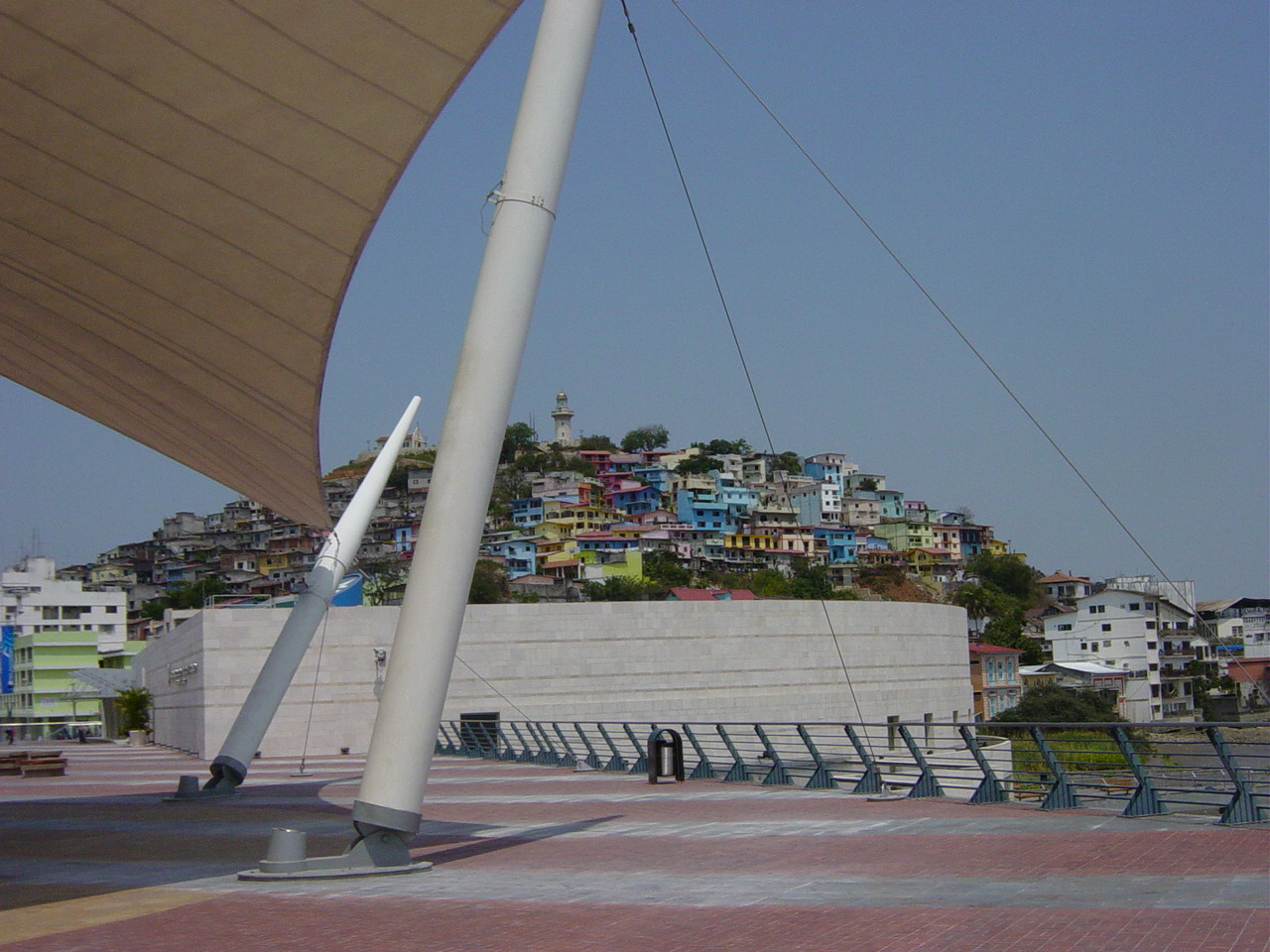
A Las Peñas városrész a Cerro Santa Ana

Guayaquil a római katolikus egyház egyik országos központja, a guayaquili érsek székhelye.
A Szent Péter székesegyház a régió központi temploma, a lakosság döntő része római katolikus. Az országban hagyományos lelkiismereti szabadság miatt azonban a városban több vallás épületei is megtalálhatók.
A belváros épületei nagyon látványosan és célszerűen épültek. Jellegzetességük a kolonádos vagy árkádos megoldás, amely nemcsak az egyenlítői tűző naptól, hanem a trópusi esőktől is védi a járókelőket.
A város Ecuador halászati és feldolgozóiparának központja.
A város repülőtere a Simón Bolívar nemzetközi repülőtér a közelmúltban komoly fejlesztésen esett át.

## Nevezetességek
- Óratorony (Torre Morisca)

## Híres emberek
A város számos világhírű művésszel és sportolóval büszkélkedhet. Ilyenek Enrique Tábara, Félix Arauz, Juan Villafuerte, Luis Molinari és Theo Constanté festőművészek, Hugo Cifuentes fotóművész, Benjamin Urrutia & José Joaquín de Olmedo költő (akiről a repülőteret elnevezték), Jorge Saade hegedűművész és Pancho Segura teniszező.

## Felsőoktatás
Guayaquil jelentősebb egyetemei:
- Escuela Superior Politécnica del Litoral
- Universidad de Guayaquil
- Universidad Católica de Santiago de Guayaquil
- Universidad Laica Vicente Rocafuerte
- Universidad de Especialidades Espíritu Santo
- Brookdale College+University of Florida

## Bűnözés
A világ egyik legveszélyesebb nagyvárosa.
A városban gyakoriak a kábítószeres bűncselekmények és magas a gyilkosságok aránya. Csak 2023-ban 100 ezer lakosra 50 gyilkosság jutott.

## Sport
Guayaquil adott otthon 1982-ben az úszó-világbajnokságnak, valamint az ezzel egyidőben megrendezett vízilabda-világbajnokságnak is.
A város legnagyobb labdarúgó klubjai:
- Barcelona Sporting Club
- Club Sport Emelec